# Bartolomeo Facio
Bartolomeo Facio o Fazio (La Spezia, 1410 circa – Napoli, 1457) è stato uno storico, scrittore e umanista italiano.

## Biografia
(Bartholomaeus Facius, De rebus gestis ab Alphonso primo Neapolitanorum rege, IV)
Nacque alla Spezia, figlio di Paolino, notaio e Cancelliere del Comune di Spezia, della nobile famiglia dei Fazio (Facio) originaria di Fabiano.

Dal 1420 al 1426 visse a Verona, allievo di Guarino, massimo grecista e latinista del tempo, poi a Firenze e Genova. 
All'inizio degli anni trenta fu notaio del Comune di Lucca e poi della Repubblica di Genova.
Giunse a Napoli per la prima volta il 20 settembre 1443 come ambasciatore della Repubblica di Genova e vi fece ritorno nel febbraio dell'anno successivo con la qualifica di Cancelliere genovese e con l'incarico di fare da precettore al figlio del Doge ghibellino Raffaele Adorno.
Nel 1445, mentre Genova era in preda alle lotte e ai rivolgimenti politici mossi dalla fazione guelfa capeggiata da Giano di Campofregoso (che poco dopo ne sarebbe diventato il nuovo doge), Bartolomeo accettò di entrare alla corte aragonese del re Alfonso V d'Aragona come suo consigliere segretario di Stato. 
Successe a Lorenzo Valla come storico ufficiale del regno alfonsino .

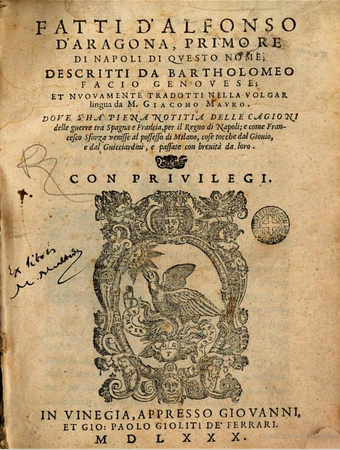
Frontespizio dei Fatti d'Alfonso d'Aragona, nella traduzione italiana di Giacomo Mauro (1580)

Tra le sue opere principali ci sono il De rebus gestis ab Alphonso I Neapolitanorum rege libri X (1448-1455), il De bello veneto clodiano (pubblicato nel 1568) e i trattati morali De humanae vitae felicitate e De excellentia ac praestantia hominis.

Tradusse dal greco in latino l'Anabasi di Alessandro opera di Flavio Arriano di Nicomedia (II secolo d.C.) sulle imprese in India di Alessandro Magno; l'opera venne stampata a Pesaro nel 1508 da Gerolamo Soncino dopo le correzioni apportate dall'umanista Ludovico Odasio.
Interessato ai valori dell'arte, compose il trattato De viris illustribus nel quale descrisse con acume alcuni pittori suoi contemporanei, come Pisanello e Gentile da Fabriano e, tra i primi in Italia, si occupò dei pittori fiamminghi, dei quali comprese e descrisse i caratteri peculiari: di Jan van Eyck colse la tecnica inimitabile, in grado di rendere i più svariati effetti luminosi e la nitidezza dei particolari anche lontanissimi; di Rogier van der Weyden scrisse invece che la superba resa dei sentimenti non intacca la dignità profonda di volti e gesti.

Le descrizioni di Facio comprendono anche alcuni scultori (predice un futuro di successo per Donatello) e sono importanti perché risolvono alcuni problemi di datazione di opere e ci permettono di conoscere quali tendenze dell'arte quattrocentesca avessero maggiormente attirato gli umanisti e le corti italiane della prima metà del secolo.
Bartolomeo Facio morì a Napoli verso la fine del novembre 1457. Venne sepolto nella Chiesa di Santa Maria Maggiore, ma ben presto del luogo della sua tomba si perde notizia.

## Opere
- De viris illustribus liber, Firenze 1745, con un'introduzione di L. Mehus
- De vitae felicitate, seu Summi boni fruitione Liber. Qui ante annos quidem plus minus centum scriptus, nunc primùm in locos communes digestus, Antuerpiae 1556
- De vitae felicitate, seu summi boni fruitione liber. Qui ante annos quidem plus minus centum scriptus, nunc primum in locos communes digestus, Lugduni Batauorum 1628
- De bello Veneto Clodiano liber, Lugduni 1568
- Invective in Laurentium Vallam, a critical edition with introduction by Ennio I. Rao,  with a presentation by Paul Oscar Kristeller, Napoli 1978
- De rebus gestis ab Alphonso primo Neapolitanorum rege commentariorum libri decem, Io. Michaelis Bruti opera nunc primum in lucem editi, Lugduni, apud haeredes Sebast. Gryphii, 1560.
- Rerum gestarum Alfonsi regis libri. Testo latino, traduzione italiana, commento e introduzione a cura di Daniela Pietragalla, Alessandria 2004
- Pseudo-Cicero, Synonyma; De differentiis in rebus dubiis e Bartholomeus Fatius, Differentiae; Synonyma, a cura di Paulus Alexius Sulpitianus, Rome, per Eucharium Silber alias Franck, 1487, SBN UM1E039609.
- Arriani Flavii De rebus alexandrinis traductis per Bartholomeum Facium, Pisauri 1508
- Bartholomaei Facii et Io. Iouiani Pontani Rerum suo tempore gestarum libri sexdecim. Quos idcirco cum Guicciardino coniunximus, quia vbi Pontanus desinit, Guicciardinus suam historiam inchoauit, Basileae 1566